# Raithaslach

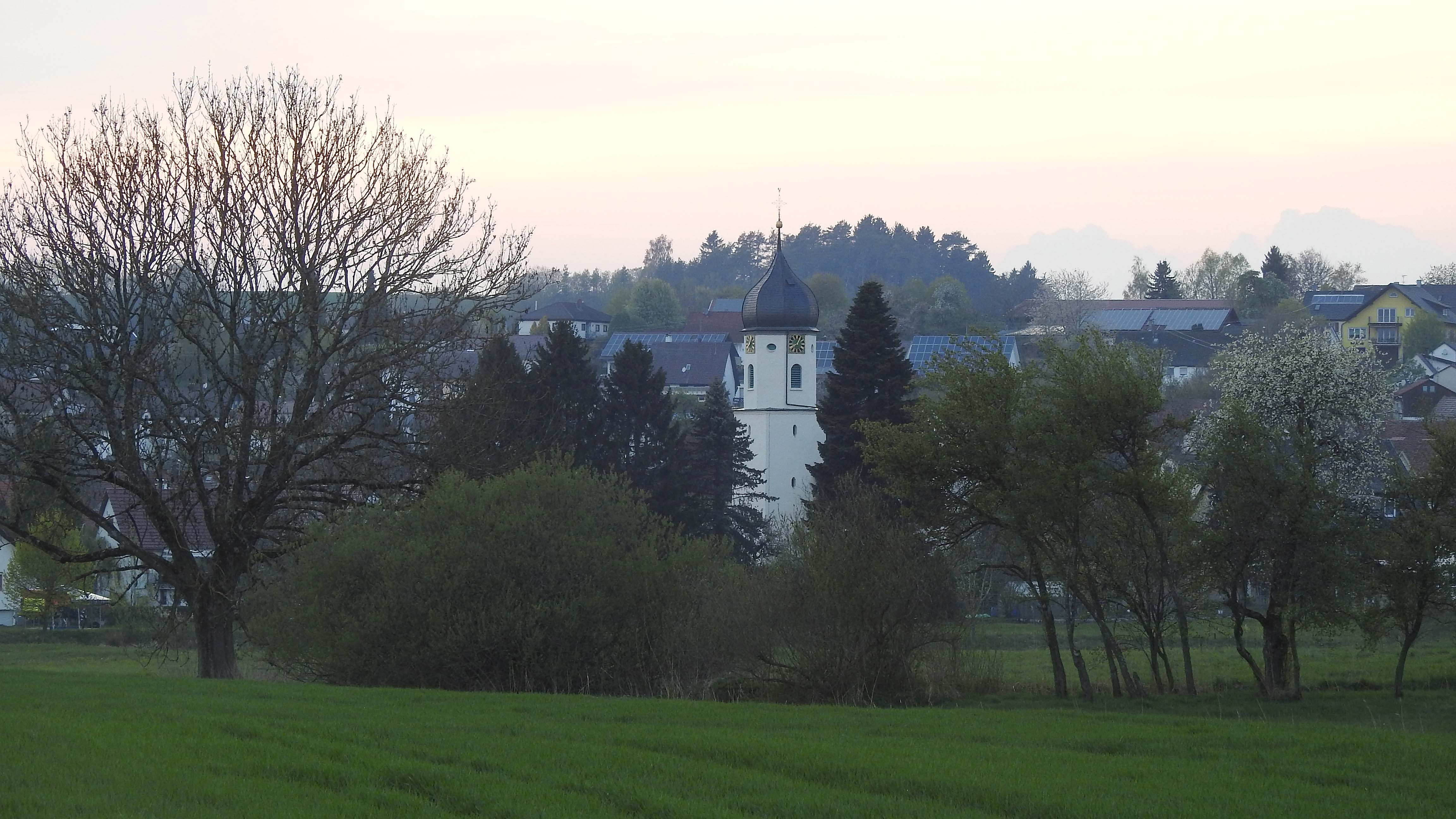
Raithaslach von Osten

Raithaslach ist ein Stadtteil von Stockach im baden-württembergischen Landkreis Konstanz in Deutschland.

## Geographie

### Lage
Die ehemals selbständige Gemeinde Raithaslach liegt südwestlich der Bundesstraße 14 und rund vier Kilometer nordwestlich der Stockacher Stadtmitte. Im Norden erhebt sich der bis zu 648,7 m ü. NHN hohe Hohardt.

### Gliederung
Zu Raithaslach gehören das Dorf Raithaslach, die Höfe Hintereichen, Hohensteig (Sandhof) und Wiedenholz sowie die Wohnplätze Im Hatzenloch und Im Unterbach.

## Geschichte
1155 „Raithaselah“ erstmals erwähnt, war Raithaslach früher im Besitz der Konstanzer Dompropstei sowie der Klöster Salem und Petershausen und gehörte spätestens 1307 zur Landgrafschaft Nellenburg.
Am 26. März 1972 stimmten die Raithaslacher Bürger gegen eine Eingemeindung nach Stockach. Von 218 Wahlberechtigten gaben 166 ihre Stimme ab: 156 Nein-Stimmen standen 10 Ja-Stimmen gegenüber.
Im Juni 1973 stimmte der Raithaslacher Gemeinderat mit sechs gegen eine Stimme der Eingliederung in die Stadt Stockach zu. Am 1. Januar 1974 wurde Raithaslach dennoch nach Stockach eingemeindet.

## Politik

### Bürgermeister
- 1933 bis 1941: Anton Stähle (* 1889; † 31. Juli 1968), Müllermeister; Bürgermeister der Gemeinde Raithaslach-Münchhöf
- 1948 bis 1966: Herrmann Bacher (* ~ 1896; † 12. April 1981); seit 1944 im Gemeinderat, durch die Franzosen zum stellvertretenden Bürgermeister ernannt.

### Wappen
| Wappen der ehemaligen Gemeinde Raithaslach | Blasonierung: „Unter goldenem (gelbem) Schildhaupt, darin eine liegende blaue Hirschstange, in Silber ein grüner Haselstrauch.“                                                                                 |
| Wappen der ehemaligen Gemeinde Raithaslach | Wappenbegründung: Der grüne Haselstrauch bezieht sich auf das Grundwort haslach, das für einen Haselwald steht. Die Hirschstange symbolisiert die frühere Zugehörigkeit Raithaslachs zur Grafschaft Nellenburg. |

## Wirtschaft und Infrastruktur

### Verkehr
Raithaslach liegt im Kreuzungsbereich der Kreisstraßen 6114 (Eigeltingen → Raithaslach) und 6177 (Engen → Windegg).

### Postwesen
Stockach war schon im 16. Jahrhundert eine bedeutende Poststation. Über Jahrhunderte liefen hier große, zwischenstaatliche Reiter- und Postkurse der Strecken Ulm-Basel, Stuttgart-Zürich und Wien-Paris zusammen. 1845 zählte die hiesige Posthalterei noch 60 Pferde.

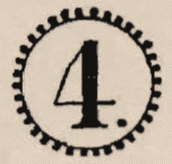
Uhrradstempel Nr. 4

Privatpersonen mussten vor 1821 ihre Post auf der Stockacher Postanstalt selbst abgeben. Dann entstand durch die Einrichtung einer Amtsbotenanstalt die Möglichkeit, dass Privatpersonen ihre Post einem Amtsboten übergeben konnten. Dieser brachte die Post anfangs zweimal, später dreimal wöchentlich zur Stockacher Postexpedition. In den 1850er Jahren wurde die Amtbotenanstalt aufgrund stetig zunehmendem Schriftverkehr aufgehoben, ihre Dienste der Post übertragen und zum 1. Mai 1859 die Landpostanstalt ins Leben gerufen. Im Amtsbezirk Stockach wurde unter anderem folgender Botenbezirk eingerichtet:
- Botenbezirk No. I: Montag/Mittwoch/Freitag: Stockach–Hindelwangen–Zizenhausen–Mahlspüren–Raithaslach–Münchhöf–Hoppetenzell–Stockach

Poststücke, die in die jeweilige Brieflade vor Ort eingeworfen worden waren, wurden vor der Weiterleitung vom Postboten mit einem Uhrradstempel, in Raithaslach mit der 4., versehen.

## Persönlichkeiten

### Ehrenbürger
- Fritz Geiges (1853–1935), Ehrenbürger von Raithaslach, Glas- und Monumentalmaler, Restaurator für Glasmalerei und Lokalhistoriker.[6]